# Juan Rodríguez Jara
Juan Roselío Rodríguez Jara ist ein ehemaliger mexikanischer Fußballspieler auf der Position eines Verteidigers.

## Karriere
Seinen ersten Profivertrag erhielt Rodríguez Jara bei den Jabatos de Nuevo León, die von 1966 bis 1969 in der höchsten mexikanischen Spielklasse vertreten waren und von 1969 bis 1971 in der zweiten Liga spielten.
Für die Saison 1971/72 verpflichtete Rodríguez Jara sich beim Club Necaxa, der noch vor Saisonbeginn durch einen Eigentümerwechsel zum Atlético Español FC umbenannt worden war.
Die darauffolgende Spielzeit (1972/73) verbrachte Rodríguez Jara beim CF Monterrey, bevor er zum in der zweiten Liga spielenden Lokalrivalen UANL Tigres wechselte, mit dem er am Ende der Saison 1973/74 zum ersten Mal in dessen Vereinsgeschichte in die höchste mexikanische Spielklasse aufstieg.
Die darauffolgende Erstliga-Saison 1974/75 verbrachte Rodríguez Jara aber nicht beim Aufsteiger, sondern beim Ligakonkurrenten Club Social y Deportivo Jalisco; seiner ersten von insgesamt vier Stationen in Guadalajara, wo er auch nach seiner Zeit als aktiver Fußballspieler lebte.
Zur Saison 1975/76 verließ Rodríguez Jara Guadalajara noch einmal, um für den CF Laguna zu spielen, kehrte aber bald zurück, nachdem er einen Vertrag bei UdeG Leones Negros unterschrieben hatte.
1977 wechselte Rodríguez Jara zum anderen Universitätsverein der Stadt und spielte von 1977 bis 1979 für Tecos UAG, für den er in der Saison 1977/78 drei Tore und in der Saison 1978/79 noch einmal einen Treffer erzielte.
1979 wechselte Rodríguez Jara zum Stadtrivalen Chivas, bei dem er die folgenden beiden Spielzeiten unter Vertrag stand und 57 Einsätze in der höchsten Spielklasse absolvierte.
Somit war Rodríguez Jara – mit Ausnahme des Atlas FC – bei vier der insgesamt fünf Vereine aus Guadalajara, die zu jener Zeit in der höchsten Spielklasse Mexikos vertreten waren, unter Vertrag.
Für die Saison 1981/82 kehrte Rodríguez Jara zu seinem ehemaligen Verein UANL Tigres zurück und gewann mit ihm den Meistertitel.
Nach diesem Triumph beendete Rodríguez Jara seine aktive Laufbahn zunächst, wurde aber 1984 noch einmal reaktiviert, nachdem er ein Angebot von Atlético Potosino erhalten hatte.

## Erfolge
- Mexikanischer Meister: 1982 (mit UANL Tigres)
- Mexikanischer Zweitligameister: 1974 (mit UANL Tigres)